# Svartidauði
Svartidauði — исландская блэк-метал группа из Коупавогюра, Рейкьявик, созданная в 2002 году. Название «Svarti Dauði» по-исландски означает «Чёрная смерть». Группа записала три демо, прежде чем выпустить свой дебютный альбом Flesh Cathedral на Terratur Possessions в 2012 году, а также сплит-EP с чилийской блэк-метал группой Perdition. Flesh Cathedral был хорошо принят метал-прессой, получив положительные отзывы на таких сайтах, как Metal-Fi, Lurker’s Path, Metal Ireland, и LA Music Blog. Iceland Music Export пишет, что группа «уже печально известна своими хаотичными и часто жестокими живыми выступлениями в их родной Исландии…». В 2022 году группа распалась.

## История
3 марта 2014 года Svartidauði объявили о выпуске нового EP под названием The Synthesis of Whore and Beast, который должен был выйти 30 апреля 2014 года на лейблах Terratur Possessions и Daemon Worship Productions. EP был спродюсирован Стивеном Локхартом в Studio Emissary и будет доступен на компакт-диске и 12-дюймовом виниле. Lords of Metal оценили EP на 95/100.
5 марта 2014 года группа выступила на Kings of Black Metal Festival 2014 вместе с известными блэк-метал группами, такими как Mayhem, Hate и Behexen.
7 марта 2014 года Svartidauði стали хедлайнерами европейского турне под названием «Untamed and Unchained 2014» вместе с Mgła, A Thousand Lost Civilizations и One Tail, One Head. Турне охватило Польшу, Италию, Швейцарию, Великобританию, Бельгию и другие страны. Группа также приняла участие в фестивале Speyer Gray Mass в Германии 15 марта 2014 года вместе с Ofermod, Archgoat, Pseudogod и Funeral Winds.
23 марта 2014 года группа подтвердила, что 25 октября 2014 года они будут выступать в Aurora Infernalis в Нидерландах вместе с Sapientia и Mortuus из Швеции и Cult of Fire из Чехии.
6 сентября 2017 года было объявлено об уходе гитариста Нёккви Гилфгасона из группы. 7 сентября группа объявила, что выпустит новый 7-дюймовый EP во время своего турне Continental Crucifixion в 2017 году с Bölzer, Archgoat и Eggs of Gomorrh. 15 сентября группа объявила, что они начали запись второго полноформатного альбома Revelations of the Red Sword, который был выпущен на лейбле Ván Records 3 декабря 2018 года.
В 2022 году D.G. из Misþyrming в интервью для Bardo Methodology подтвердил, что группа распалась. Барабанщик Svartidauði перешёл в Misþyrming.

## Дискография

### Альбомы
- Flesh Cathedral (2012, Terratur Possessions)[24]
- Revelations of the Red Sword (2018, Ván Records)

### EP
- Perdition / Svartidauði сплит-альбом (2012, World Terror Committee)[25]
- The Synthesis of Whore and Beast (2014, Terratur Possessions / Daemon Worship Productions)[11]
- Hideous Silhouettes of Lynched Gods (2016, Terrarur Possessions)[26]
- Untitled (2017, Ván Records)

### Демо
- The Temple of Deformation (2006, выпущен собственными силами, переиздан на CD в 2010)
- Adorned With Fire (2009, выпущен собственными силами)
- Those Who Crawl and Slither Shall Again Inherit the Earth (2010, выпущен собственными силами)

## Участники группы

### Текущий состав
- Magnús Skúlason — барабаны
- Þórir Garðarsson — гитары
- Sturla Viðar Jakobsson — бас, вокал

### Участники живых выступлений
- Gústaf «GE» Evensen — Гитары (2017—2022)

### Бывшие участники
- Gunnar — бас
- Egill Þór — бас
- Birkir — бас
- Hafþór — барабаны
- Næturfrost — гитары
- Nökkvi — гитары (? −2017)